# Amtsgericht Kattowitz
Das Amtsgericht Kattowitz war ein preußisches Amtsgericht mit Sitz in Kattowitz.

## Geschichte
Das königlich preußische Amtsgericht Kattowitz wurde mit Wirkung zum 1. Oktober 1879 als eines von fünf Amtsgerichten im Bezirk des Landgerichtes Beuthen im Bezirk des Oberlandesgerichtes Breslau gebildet. Der Sitz des Gerichtes war Kattowitz. Sein Gerichtsbezirk umfasste den Kreis Kattowitz ohne die Teile, die den Amtsgerichten Beuthen, Königshütte und Myslowitz zugeordnet waren. Am Gericht bestanden 1880 sieben Richterstellen. Das Amtsgericht war damit ein großes Amtsgericht im Landgerichtsbezirk. Der Amtsgerichtsbezirk kam aufgrund des Versailler Vertrages 1919 und der Volksabstimmung in Oberschlesien 1921 zu Polen. Das Amtsgericht wurde aufgehoben, an seiner Stelle entstand das polnische Sąd Rejonowy w Katowicach. Im Jahre 1939 wurde Polen deutsch besetzt. Im Rahmen der Neuorganisation der Gerichte in Ostdeutschland und im ehemaligen Polen wurden das Amtsgericht Kattowitz neu gebildet und erneut dem Landgericht Beuthen zugeordnet. Zum 1. April 1941 wurde der Landgerichtsbezirk Beuthen mit seinen Amtsgerichten dem neugeschaffenen Oberlandesgericht Kattowitz zugeschlagen und in Landgericht Beuthen-Kattowitz umbenannt.
Im Jahre 1945 wurde der Amtsgerichtsbezirk unter polnische Verwaltung gestellt, und die deutschen Einwohner wurden vertrieben. Damit endete auch die Geschichte des Amtsgerichtes Kattowitz. Unter polnischer Verwaltung entstand das Sąd Rejonowy w Katowicach (1950–1975: Sąd Powiatowy w Katowicach). Heute befinden sich zwei Eingangsgerichte in Kattowitz, das Sąd Rejonowy Katowice-Wschód w Katowicach und das Sąd Rejonowy Katowice-Zachód w Katowicach.